# Xyris operculata
Xyris operculata là một loài thực vật hạt kín trong họ Hoàng đầu. Loài này được Labill. miêu tả khoa học đầu tiên năm 1805.